# スティーヴ・トルツ
スティーヴ・トルツ（Steve Toltz, 1972年 - ）はオーストラリアの作家。シドニーに生まれ、カナダ、アメリカ、フランス、スペインなど各国を移り住み、カメラマン、警備員、教師、エキストラ等の職業を経験する。
デビュー作である『ぼくを創るすべての要素のほんの一部』は、不法移民の疑いでオーストラリアの監獄に入れられた若者の回想にはじまり、彼の父と叔父、そして一族に関わった人々を描いた小説。ブッカー賞、ガーディアン新人賞などの文学賞の最終選考作となる。

## 主な著作
- A Fraction of the Whole　邦訳『ぼくを創るすべての要素のほんの一部』　宇丹貴代実訳、ランダムハウス講談社、2009年。